# Merrillia caloxylon
Merrillia caloxylon är en vinruteväxtart som först beskrevs av Henry Nicholas Ridley, och fick sitt nu gällande namn av Walter Tennyson Swingle. Merrillia caloxylon ingår i släktet Merrillia och familjen vinruteväxter. Inga underarter finns listade i Catalogue of Life.